# Bu Ren
König Bu Ren (chinesisch 卜壬, Pinyin Bǔ Rén) (* ? v. Chr.; † 1534 v. Chr.) oder Wài Rén, herrschte als zehnter oder elfter König der Shang-Dynastie über China. Er war der Sohn (nach einer anderen Quelle, der jüngere Bruder) des Königs Zhong Ding. 

## Leben
In den Aufzeichnungen des Großen Historikers wurde er von Sima Qian als elfter Shang-König aufgeführt, als Nachfolger seines Bruders Zhong Ding (仲丁). Er wurde im Jahr des Gengxu (chinesisch: 庚戌) inthronisiert. Seine Hauptstadt war Ao (隞). Während seiner Herrschaft gab es eine Rebellion von Shangs Vasallen aus den Völkern Pei (邳) und Xian (侁). Er regierte 15 Jahre lang (obwohl die Bambus-Annalen 10 Jahre behaupten), bevor er starb. Er erhielt posthum den Namen Wai Ren und wurde von seinem Sohn He Dan Jia (河亶甲) abgelöst.
Orakelknocheninschriften, die in Yinxu ausgegraben wurden, halten alternativ fest, dass er der zehnte Shang-König war, dem der posthume Name Bu Ren (卜壬) gegeben wurde und dem sein Sohn Jian Jia folgte.